# Jean Pillement
Jean-Baptiste Pillement dit Jean Pillement, né le 24 mai 1728 à Lyon où il est mort le 26 avril 1808, est un peintre et aquafortiste français. Il fut un des grands représentants du mouvement rococo à travers l’Europe, peintre du roi de Pologne et de la reine Marie-Antoinette.

## Un grand voyageur

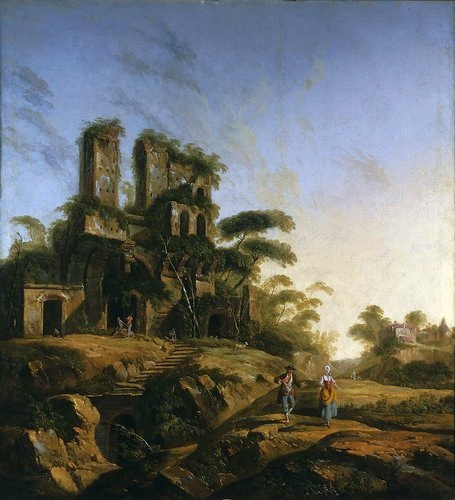
Vue d'Aqua Julia à Rome (1765-1767,
Musée national de Varsovie).

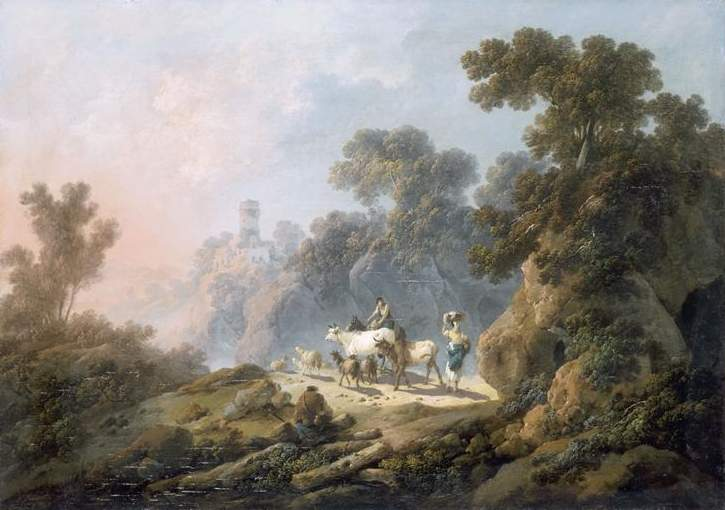
Paysage avec troupeau (1782-1785, musée du Louvre)

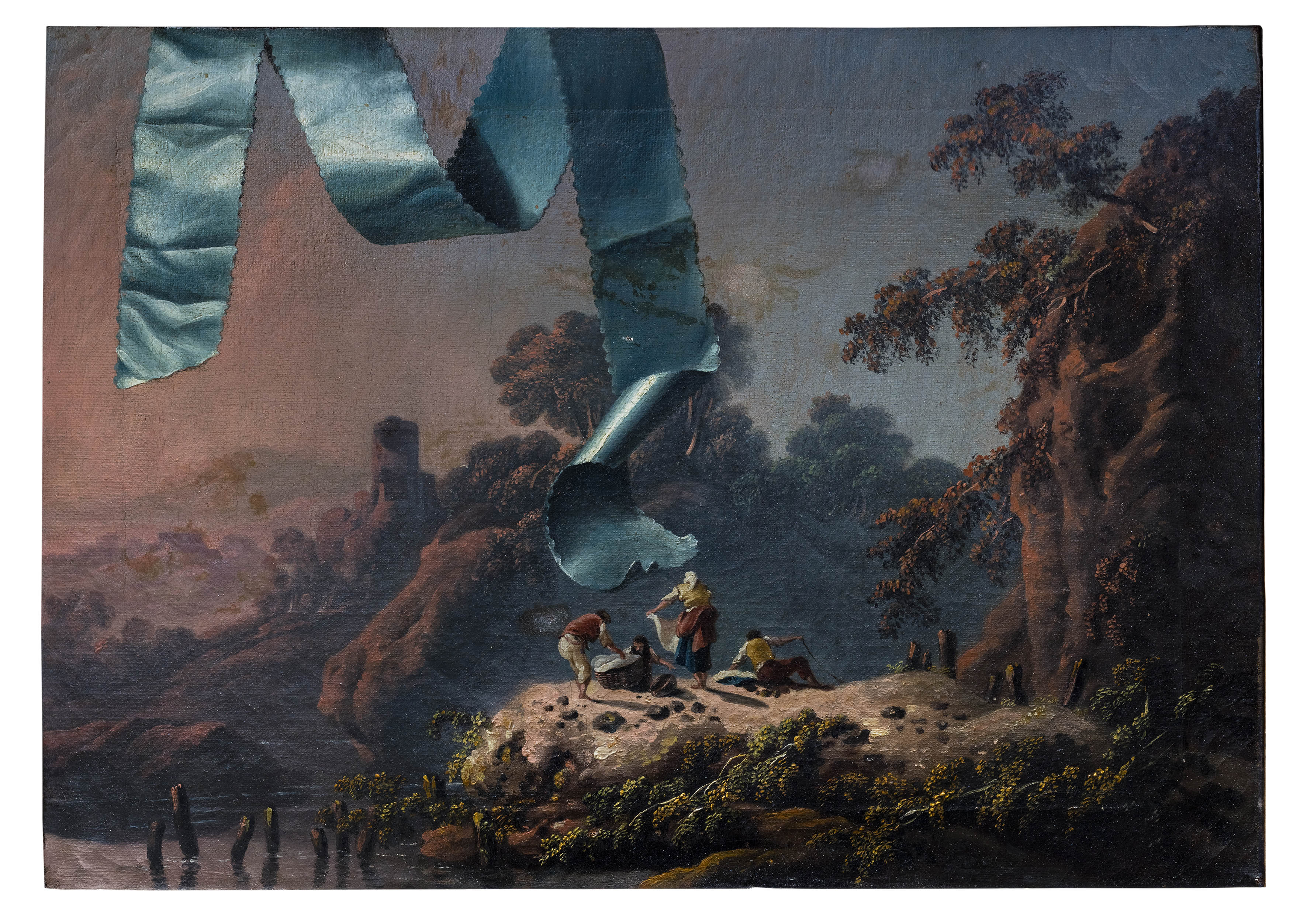
Trompe l’œil avec ruban turquoise devant le paysage de la campagne portugaise, collection particulière, Paris

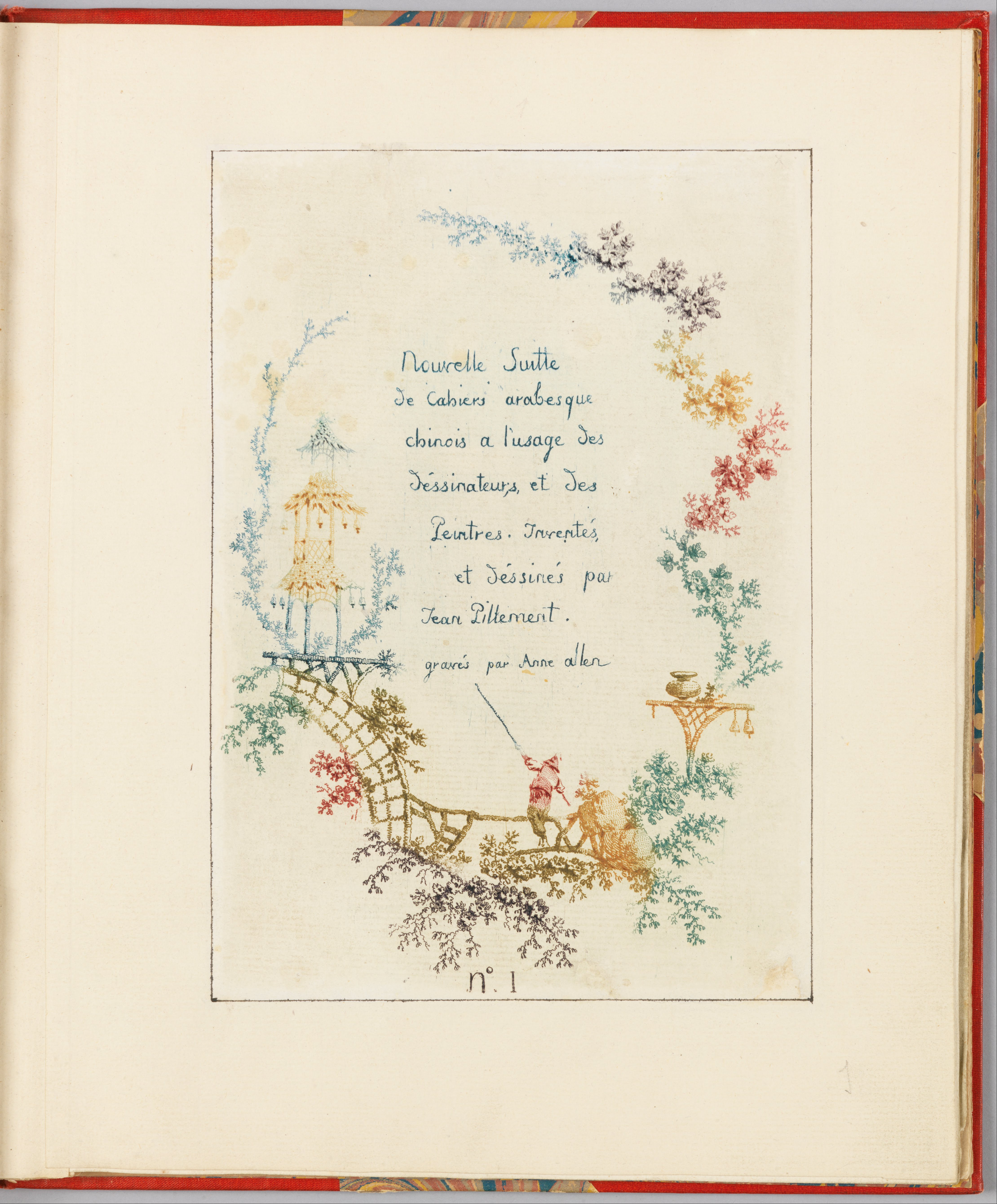
Page de titre de la Nouvelle suite de cahiers arabesques chinois a l'usage des dessinateurs (après 1775, Cooper–Hewitt, Smithsonian Design Museum.

Il est issu de la branche lyonnaise d'une famille de peintres d'origine lorraine: il descend de Didier Pillement, peintre demeurant à Verdun. Un des fils de Didier, Antoine, est devenu peintre à Rouen où il s'est marié en 1674 avec Anne Liesse, un autre Jean s'est installé à Lyon.
Jean s'est marié en 1684 à Lyon avec "Françoise ou Catherine Tissot. Ils ont eu plusieurs enfants qui furent baptisés à la paroisse de Saint-Paul de 1684 à 1696", dont Paul Pillement.
Jean-Baptiste Pillement est le fils de Paul Pillement (1694 Lyon-?), "peintre puis marchand dessinateur", et Anne Astier veuve Jean Joseph Ferraire, mariés à Lyon en 1727. Il a quatre frères et sœurs nés entre 1728 et 1733, dont la femme de lettres connue sous le nom de Marianne-Agnès Falques dite La Vaucluse.
Il fut un grand voyageur, vivant entre Varsovie, Londres, Lisbonne et Paris et signait « Jean Pillement ».
Pillement monte à Paris finir ses études. Élève de Daniel Sarrabat, il entre à la manufacture des Gobelins en tant que dessinateur. Il part ensuite en 1745, à dix-sept ans, en Espagne et au Portugal comme peintre de décorations. Au Portugal, on lui offre le titre de « peintre du roi », qu’il refuse, quand, plus tard, il servira quelque temps à la cour du roi Stanislas II de Pologne. Il aménage notamment le château de ce souverain, produisant un salon chinois et exécute pour lui un nombre important de paysages, particulièrement des gouaches, entre 1765 et 1767. Il va également à Vienne et travaille notamment pour le prince de Liechtenstein, qui lui achète dix ouvrages. Un de ses paysages Le Retour au Hameau est gravé à Vienne par François Godefroy puis tirée en 1777 à Paris.
Pillement est à Vienne en 1767, date à laquelle y naît son fils, le futur graveur Victor Pillement (1767-1814). Il y exécute de nombreuses commandes, comme au Kaiserhof de Vienne. Mais il avait déjà vécu en Angleterre, où son talent paraît avoir été le plus apprécié, probablement vers 1755. On l'y trouve exposant à la Society of Artists et à la Free Society of Arts de 1760 à 1791. Il fut le peintre à la mode, aussi apprécié pour ses paysages à l'huile que pour ses pastels et ses gouaches, que comme professeur. Quantité de ses ouvrages furent reproduits en gravure par Woollett, James Mason, Canot, Jean-Jacques Avril, William Elliott, Ravenet, Christopher Norton, James Peake, Anne Allen — qui fut son épouse —, Godefroy, Lempereur, Isaac Liger, Henry Roberts, William Sherlock, François-Xavier Vispré, Benazech, Aveline et William Smith (1707–1764) notamment. Füssli, qui parle de son séjour à Londres, ne dit rien de son voyage en Autriche et il est difficile de savoir s'il a été en Angleterre avant ou après son séjour à Vienne.
Il vécut à Londres de 1754 à 1762 où il publia le premier ouvrage sur les dessins chinois, et comptait parmi ses protecteurs David Garrick ; son principal graveur d'interprétation est alors Pierre-Charles Canot. En 1779, il faisait à Londres, une vente sensationnelle annonçant que son état de santé l'obligeait à se retirer à Avignon. Pillement se trouvait pour la dernière fois à Lisbonne en 1780, d'où il ramena un grand nombre de gouaches réalisées sur site dans des carnets de voyages. Moins poussées que ses gouaches d'atelier ou ses toiles, ces gouaches sur site, d'un format d'environ 20 × 24 cm et souvent conservées par paires, font néanmoins preuve d'une très grande maestria technique. Peut-être s'était-il rendu au Portugal de Londres (1780 est la date de sa dernière exposition dans cette ville). Il n'avait cependant pas abandonné Paris. Il exposait au Salon de 1776 et l'Almanach des Artistes de 1777 donne son adresse à Londres, ou à Paris chez Basan. On le trouve encore exposant à Paris au Salon de la correspondance, en 1782, deux gouaches représentant des paysages avec figures d'hommes, d'animaux et chutes d'eau, et en 1783, deux tableaux d'animaux à la gouache (du cabinet de M. Galles gentilhomme du comte d'Artois). De retour à Paris, il fut nommé « peintre de la reine » Marie-Antoinette en 1778, exécutant plusieurs peintures décoratives au Petit Trianon. Il retourna dans les années 1780 au Portugal, accompagné de plusieurs membres de sa famille, où il fonda une école, puis en Espagne. Ce séjour dans la péninsule ibérique lui offre de nouvelles opportunités professionnelles. À Lisbonne, il est notamment appelé à travailler pour la reine du Portugal Maria Ier. C’est à ce moment qu’il peint ses plus beaux paysages, toujours inspirés de la tradition hollandaise. Sa palette évolue, probablement à la demande des commanditaires portugais. Désormais, l'artiste opte davantage pour la couleur bleue, principalement dans ses marines. Il peint notamment plusieurs vues de ports où il illustre des scènes de la vie quotidienne. En parallèle, il développe également le thème des tempêtes, aussi bien à l'huile sur toile qu'en pastels. À Lisbonne, il peint également une importante série de cinq tableaux : les Vues des jardins de Benfica (1785), aujourd'hui conservés au Musée des Arts décoratifs de Paris. Il représente fidèlement les jardins et le château dans une palette aux tonalités bleues, caractéristique de son séjour au Portugal. Ces paysages permettent de savoir à quoi ressemblaient le château et les jardins de Benfica, aujourd'hui disparus.
Revenu en France en 1789, il quitta Paris après l’éclatement de la Révolution et vécut longtemps à Pézenas. Il fut durement touché par le déclin de la mode du rococo à la fin du XVIIIe siècle. Il repartit ensuite pour sa ville natale, travaillant à la Manufacture de Soie et donnant des leçons de peinture, et y mourut dans la pauvreté.

## Caractéristique et style
Pillement fut décorateur, et son œuvre, constitue un document précieux dans l'évolution des représentations artistiques et dans l'usage des motifs tout au long du XVIIIe siècle. Cette évolution stylistique chez l'artiste ne saurait être réduite au rococo.
En 1767, l'éditeur Charles Leviez réunit les planches gravées d'après Pillement sous le titre Œuvres de Jean Pillement peintre et dessinateur célèbre, composées de deux cents pièces dont une partie gravée par lui-même à l'eau-forte : les autres par Canot, Ravenet, [James] Masson, Wallet[Qui ?] et autres habiles graveurs dont la description porte mention ainsi : la « Première partie contient cent trente sujets, figures et ornements chinois, ainsi que diverses fleurs. Les soixante dix autres sont composés de jolis paysages et marines ornés de figures et animaux, les éléments, les saisons, les heures du jour et autres sujets très agréables ». Cette œuvre comprend surtout des éléments décoratifs, fleurs naturelles, fleurs idéales et de fantaisie dans le goût chinois, propres aux manufactures de soie et d'indienne.
Pillement a personnellement produit des eaux-fortes, dont la Nouvelle suite de cahiers arabesques chinois a l'usage des dessinateurs, rehaussées à la poupée (après 1775).
Pillement aimait les couleurs brillantes et les contrastes d'ombre et de lumière, et ses tableaux faisaient l'effet de décors éclairés sur le théâtre, genre très à la mode à Londres. Son œuvre servit d'inspiration pour le décor « au Chinois » des manufactures de Faïencerie de Lunéville-Saint-Clément au XVIIIe siècle.
L'ouvrage de base est longtemps resté le livre de Georges Pillement (publié en 1945). En 2006, l'historienne d'art Maria Gordon-Smith (1929-2009) a été la première à réaliser une monographie sur son œuvre.

## Œuvre

### Peinture
- Bergers devant un vaste horizon, Lyon, musée des beaux-arts
- Bergers près d’un arbre, Lyon, musée des beaux-arts
- Chinois pêchant à la ligne, Dijon, musée national Magnin
- Chinoiseries, Lyon, musée des Beaux-Arts (dépôt du Musée des Tissus et des Arts Décoratifs)
- Halte de bohémiens, Toulouse, centre culturel municipal (?)
- Les Chèvres, Bordeaux, musée des beaux-arts
- Les Lavandières, Bordeaux, musée des beaux-arts
- Marine par gros temps, Bordeaux, musée des beaux-arts
- Muletiers italiens, Rouen, musée des beaux-arts
- Paysage a la cascade, berger, Bordeaux, musée des beaux-arts
- Paysage a la cascade, Caen, musée des beaux-arts
- Paysage a la cascade, pêcheurs, Bordeaux, musée des beaux-arts
- Paysage au berger, Caen, musée des beaux-arts
- Paysage au pont, pêcheur et berger, Bordeaux, musée des beaux-arts
- Paysage au pont, pêcheur et lavandière, Bordeaux, musée des beaux-arts
- Paysage avec troupeau, Paris, musée du Louvre département des Peintures
- Paysage, chaumière près d'une rivière, Caen, musée des beaux-arts
- Paysage de montagne avec des bergers, Köln, musée Wallraf-Richartz
- Paysage, Dijon, musée des beaux-arts
- Paysage, Dijon, musée des beaux-arts
- Paysage, pont sur la rivière, Caen, musée des beaux-arts
- Paysage, musée de Grenoble[9]
- Pêcheurs au bord d'un torrent, Bordeaux, musée des beaux-arts
- Pont rustique appuyé sur des rochers, Lyon, musée des beaux-arts
- Vues des jardins de Benfica, musée des arts décoratifs, Paris
- Le Naufrage, 1789-1790, pastel, 57 × 89 cm, Musée des Offices, Florence[10]
- Trompe l'oeil avec ruban turquoise devant le paysage de la campagne portugaise, huile sur sa toile, collection particulière, Paris

### Dessin
- Chinoiserie, Marseille, musée Grobet-Labadié
- Deux paysages italiens avec paysans et troupeaux traversant un gué, Paris, musée du Louvre département des Arts graphiques
- Fleurs ideales, Lyon, musée des arts décoratifs
- Groupe de bergers, Paris, musée du Louvre département des Arts graphiques
- Jardin en terrasse, Marseille, musée Grobet-Labadié
- L'Automne, Paris, musée du Louvre département des Arts graphiques
- Le Moulin, Marseille, musée Grobet-Labadié
- Le Printemps, Paris, musée du Louvre département des Arts graphiques
- L'Été, Paris, musée du Louvre département des Arts graphiques
- L'Hiver, Paris, musée du Louvre département des Arts graphiques
- Paysage : bord d'un étang, avec arbres et personnages, Paris, musée du Louvre département des Arts graphiques
- Paysage à la paysanne, Marseille, musée Grobet-Labadié
- Paysage anime, Marseille, musée Grobet-Labadié
- Paysage aux pins, Marseille, musée Grobet-Labadié
- Paysage de montagne : sur une plate-forme, un berger et deux femmes, Paris, musée du Louvre département des Arts graphiques
- Paysage de montagne : sur une route, un homme sur un âne, Paris, musée du Louvre département des Arts graphiques
- Paysage de neige, Lyon, musée des arts décoratifs
- Paysage, Paris, musée du Louvre département des Arts graphiques
- Paysage, Paris, musée du Louvre département des Arts graphiques
- Paysans dans les ruines, Marseille, musée Grobet-Labadié
- Pêcheur à la ligne, Marseille, musée Grobet-Labadié